# Che felicità
Che felicità è un brano di Elio e le Storie Tese, pubblicato nel 2000 come singolo su vinile, più precisamente un 12 pollici.

## Descrizione
L'album contiene cinque remix, realizzati da Alex Farolfi, del brano Che felicità, un pezzo scritto e cantato dall'attore Giorgio Bracardi, sesta traccia di Craccracriccrecr, sesto album del gruppo. Nella versione originale della canzone è presente una traccia nascosta al contrario che fa da introduzione al brano.

## Tracce
Lato A
1. Che felicità (extended original)
2. Che felicità (extended censored)

Lato B
1. Che felicità (extended hardcore)
2. Che felicità (radio edit original)
3. Che felicità (radio edit censored)

## Formazione
- Giorgio Bracardi - voce
- Rocco Tanica, MC Costa - orchestrina
- Daniele Comoglio - sax alto e tenore
- Trio di Piadeena - cori
- Maurizio Andiloro - miscelatore del suono